# Trichopterigia pulcherrima
Trichopterigia pulcherrima är en fjärilsart som beskrevs av Charles Swinhoe 1893. 
Trichopterigia pulcherrima ingår i släktet Trichopterigia och familjen mätare. Inga underarter finns listade i Catalogue of Life.